# 坂本千桃
坂本千桃（さかもと ちもも、1950年4月24日 - ）は元女優。1972年度ミス日本グランプリ受賞者。現在はレストラン経営者。

## 人物
- 1969年、内藤洋子主演の映画「華麗なる闘い」の出演者を決めるオーディションに参加。合格とはならなかったが、最終選考に残った7人（山田はるみ、大田黒久美、皆川妙子、萩元克子、徳峰真理、中沢直子ら）と「ファニー・セブン」というユニットを結成して、東宝のアイドル女優として売り出す。
- 1972年、第5回ミス日本コンテストに出場し、グランプリを受賞。その後も女優活動をしたが引退、結婚した。
- その後、離婚しシングルマザーとなり、現在は娘と親子で神奈川県葉山町にて自然派レストランカフェ「桃花源（とうかげん）」を経営[2]

## メディア出演
- 2011年　「映像体験!イッキ見シアター」（関西テレビ放送）　歴代ミス日本受賞者へのインタビューに娘と共に出演。先述の「桃花源」にて収録し、1972年の受賞時の写真との比較や受賞時の思い出を語っていた。また当時のたすき・ティアラをつけてインタビューに応えていた[3]
- 2014年　「ズバリお悩み解決!雨上がりよろず堂」（讀賣テレビ放送=関西ローカル）　2014年ミス着物・尾崎優子の進路相談の参考資料としてインタビュー出演
- 2015年　「明石家さんまの転職DE天職第4弾」（日本テレビ放送網）　歴代ミス日本受賞者へのインタビュー。スタジオ出演もした。
- 2022年　「15 Minutes・Through the Kitchen Window: Finding Happiness in Hayama」（NHKワールドTV=外国の放送機関、並びに在日外人向けのひかりTV・J:COMなどの専門チャンネル）